# Lamothe-Landerron
 Lamothe-Landerron  es una población y comuna francesa, situada en la región de Aquitania, departamento de Gironda, en el distrito de Langon y cantón de Réole.

## Demografía
| 2 282 | 1 494 | 1 358 | 1 377 | 1 446 | 1 409 | 1 417 | 1 415 | 1 419 | 1 322 | 1 286 | 1 295 | 1 267 | 1 271 | 1 260 | 1 237 | 1 164 | 1 112 | 1 107 | 1 085 | 1 083 | 924 | 947 | 925 | 1 002 | 1 047 | 951 | 921 | 943 | 950 | 958 | 1 003 | 1 040 |
| Para los censos de 1962 a 1999 la población legal corresponde a la población sin duplicidades (Fuente: INSEE [Consultar]) |       |       |       |       |       |       |       |       |       |       |       |       |       |       |       |       |       |       |       |       |     |     |     |       |       |     |     |     |     |     |       |       |